# 감바시테르메
감바시테르메(이탈리아어: Gambassi Terme)는 이탈리아 토스카나주 피렌체현에 있는 코무네다. 피렌체에서 남서쪽으로 35km 거리에 있다.